# Platycerium stemaria
Platycerium stemaria är en stensöteväxtart som först beskrevs av Ambroise Marie François Joseph Palisot de Beauvois och som fick sitt nu gällande namn av Nicaise Augustin Desvaux.
Platycerium stemaria ingår i släktet Platycerium och familjen Polypodiaceae. Inga underarter finns listade i Catalogue of Life.

## Bildgalleri

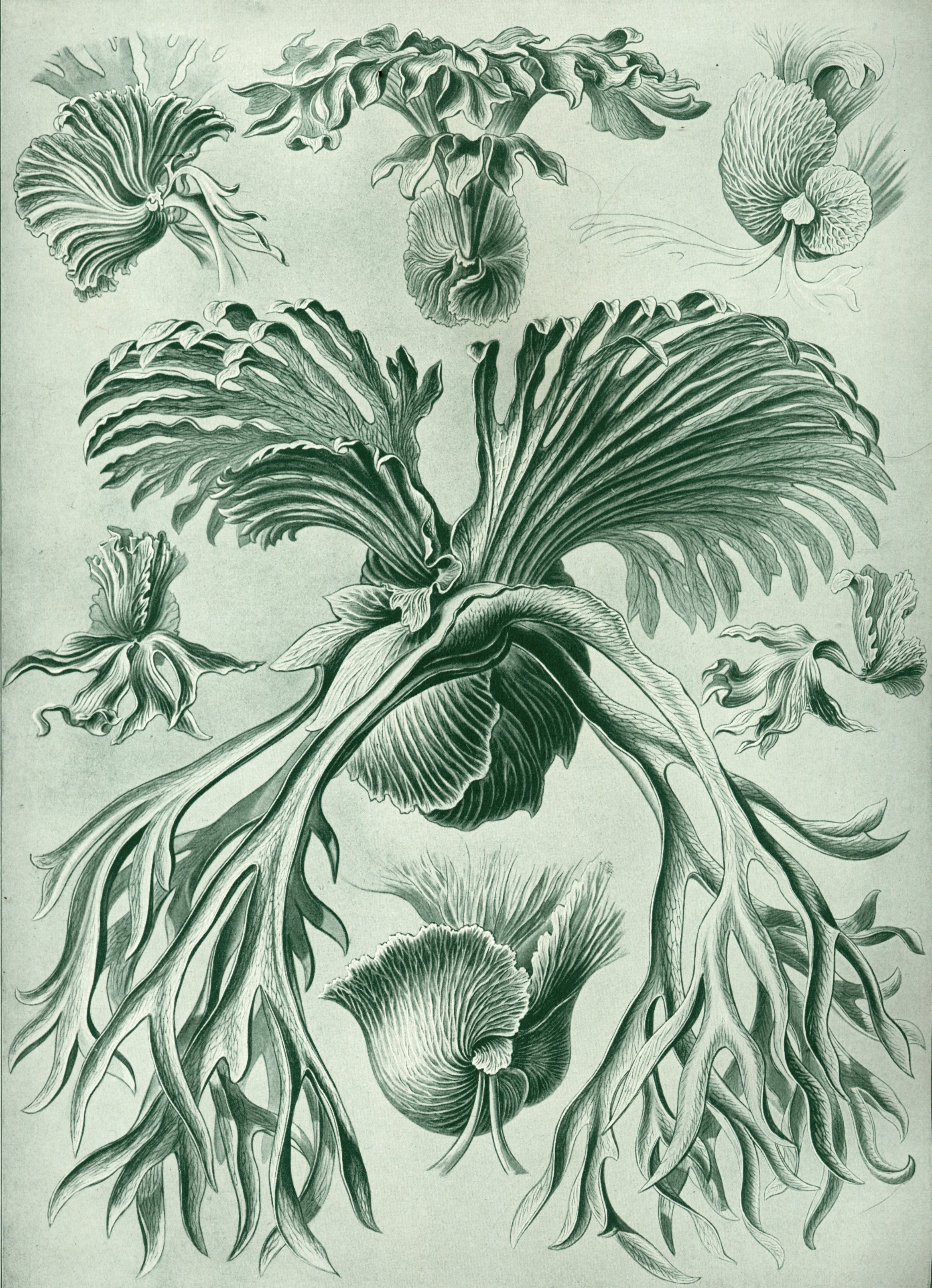
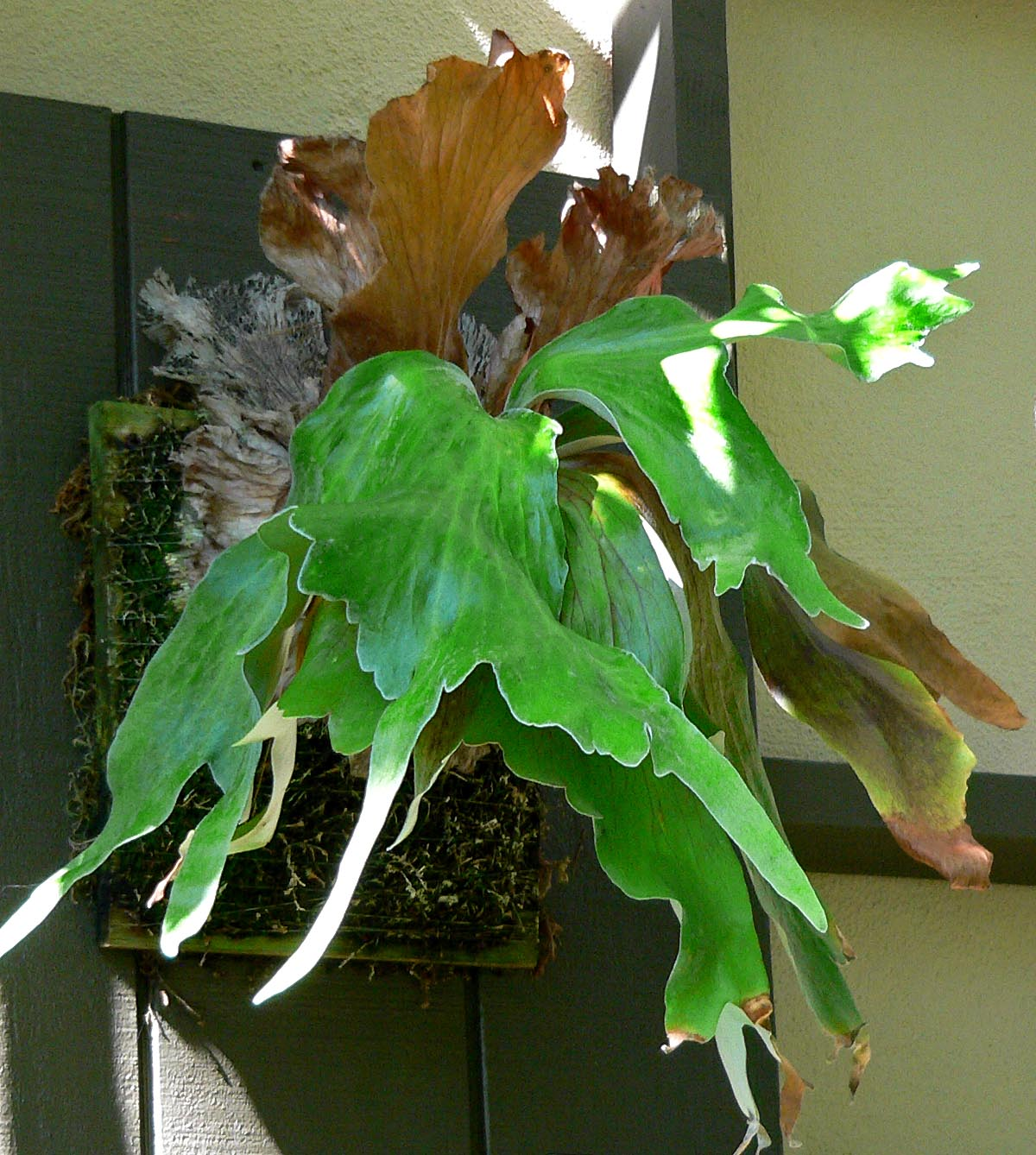
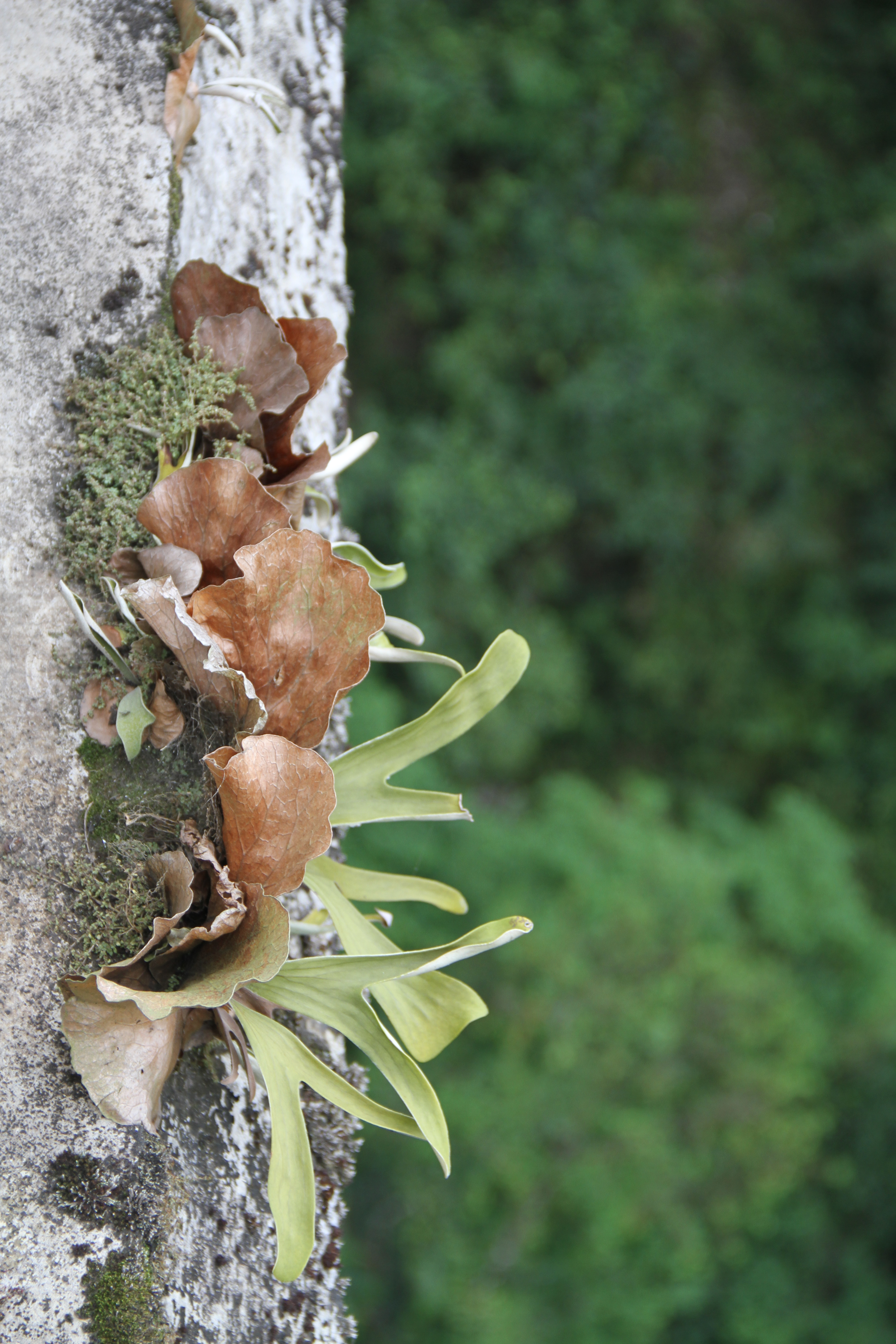
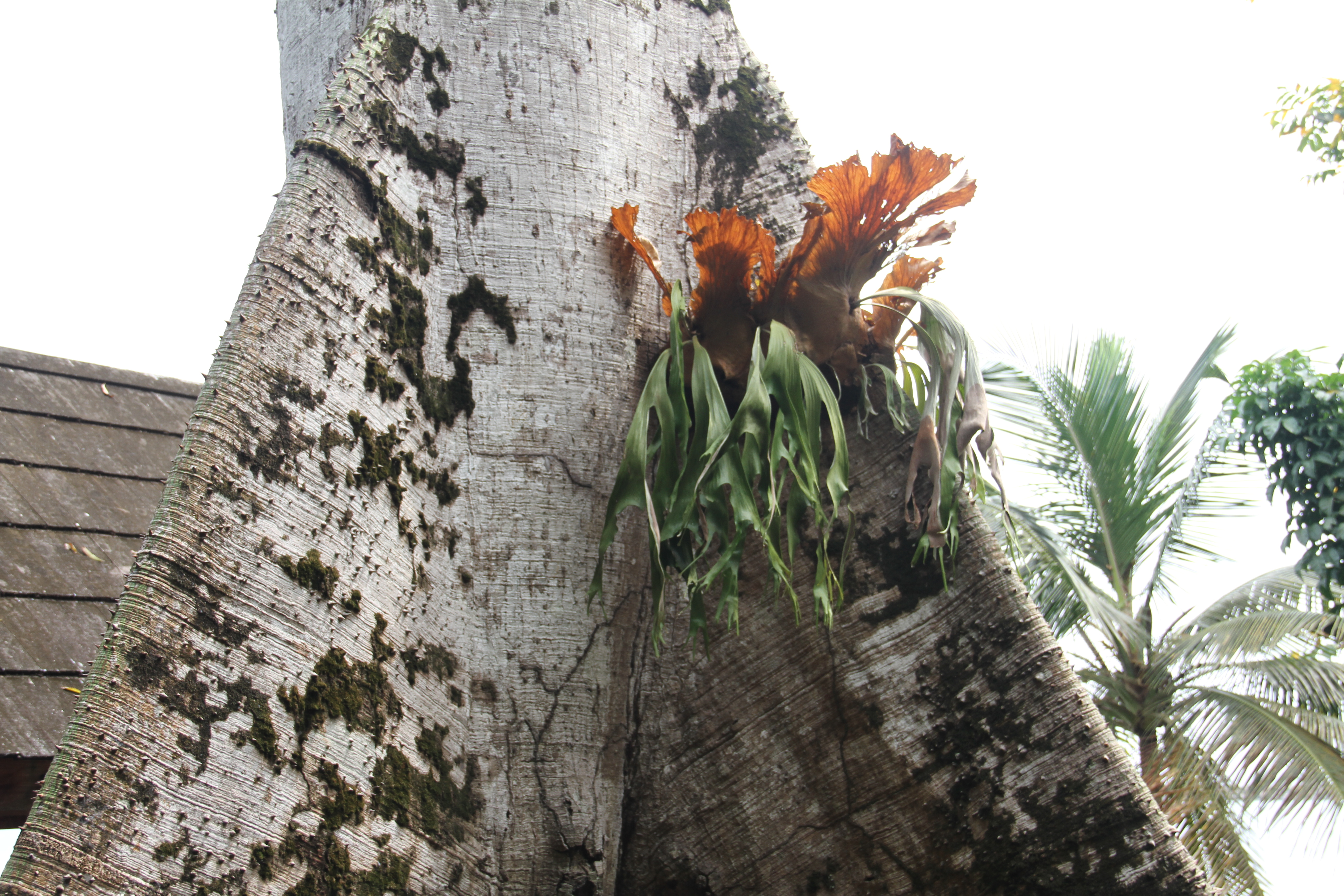
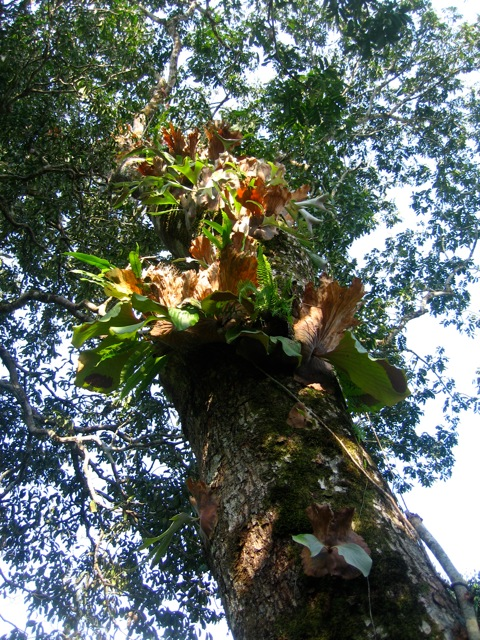
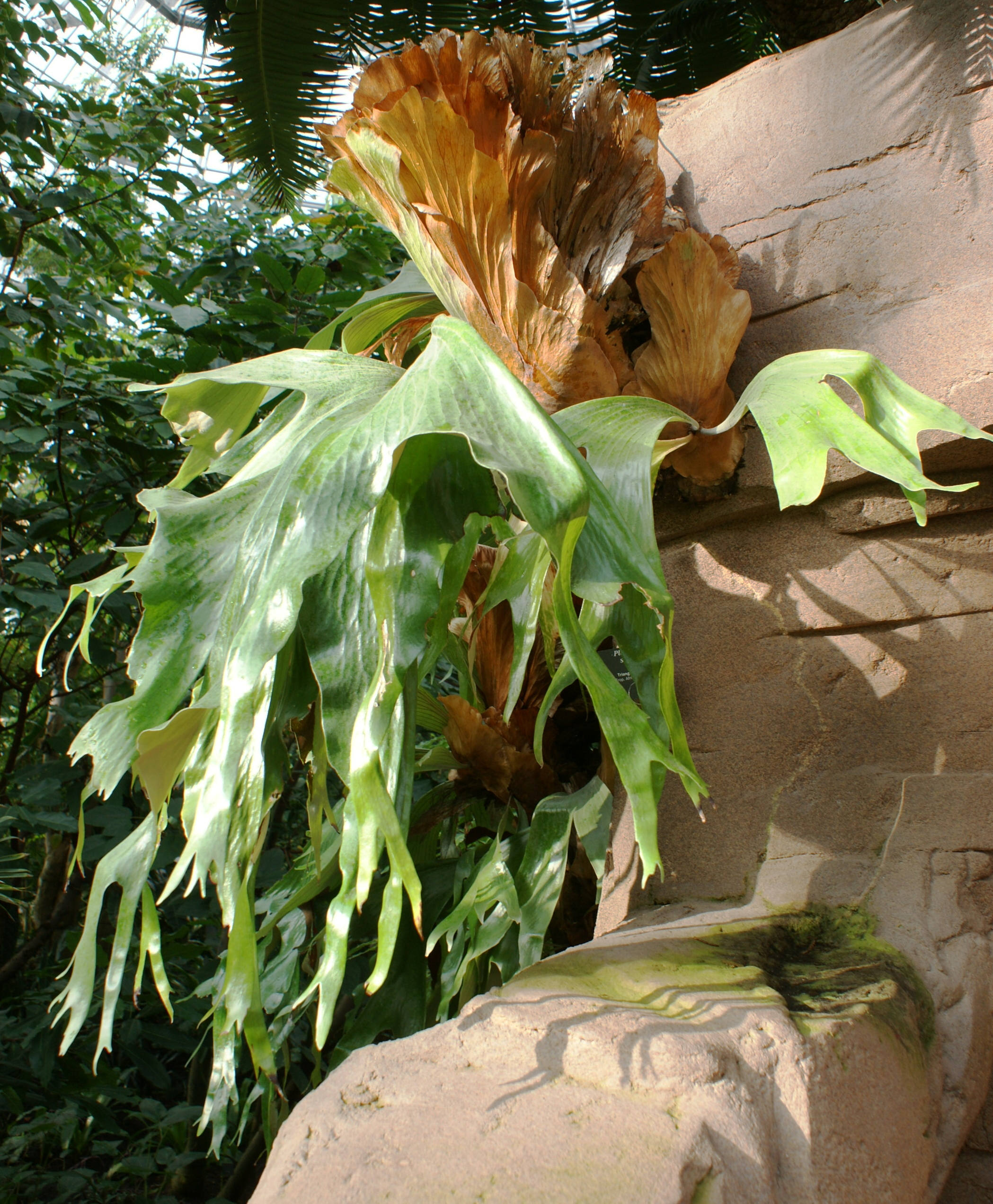